# Spaniens Grand Prix 1988
Spaniens Grand Prix 1988 var det fjortonde av 16 lopp ingående i formel 1-VM 1988.

## Resultat
1. Alain Prost, McLaren-Honda, 9 poäng
2. Nigel Mansell, Williams-Judd, 6
3. Alessandro Nannini, Benetton-Ford, 4
4. Ayrton Senna, McLaren-Honda, 3
5. Riccardo Patrese, Williams-Judd, 2
6. Gerhard Berger, Ferrari, 1
7. Mauricio Gugelmin, March-Judd
8. Nelson Piquet, Lotus-Honda
9. Thierry Boutsen, Benetton-Ford
10. Alex Caffi, BMS Scuderia Italia (Dallara-Ford)
11. Yannick Dalmas, Larrousse (Lola-Ford)
12. Luis Pérez Sala, Minardi-Ford
13. Stefano Modena, EuroBrun-Ford
14. Philippe Alliot, Larrousse (Lola-Ford)

### Förare som bröt loppet
- Stefan "Lill-Lövis" Johansson, Ligier-Judd (varv 62, hjul)
- Eddie Cheever, Arrows-Megatron (60, chassi)
- Ivan Capelli, March-Judd (45, motor)
- Derek Warwick, Arrows-Megatron (41, chassi)
- Andrea de Cesaris, Rial-Ford (37, motor)
- Philippe Streiff, AGS-Ford (16, motor)
- Michele Alboreto, Ferrari (15, motor)
- Pierluigi Martini, Minardi-Ford (15, växellåda)
- Satoru Nakajima, Lotus-Honda (14, snurrade av)
- Nicola Larini, Osella (9, upphängning)
- Jonathan Palmer, Tyrrell-Ford (4, chassi)
- Rene Arnoux, Ligier-Judd (0, gasspjäll)

### Förare som ej kvalificerade sig
- Bernd Schneider, Zakspeed
- Oscar Larrauri, EuroBrun-Ford
- Julian Bailey, Tyrrell-Ford
- Piercarlo Ghinzani, Zakspeed

### Förare som ej förkvalificerade sig
- Gabriele Tarquini, Coloni-Ford

## VM-ställning
| Förarmästerskapet 1. Alain Prost, McLaren-Honda, 84 2. Ayrton Senna, McLaren-Honda, 79 3. Gerhard Berger, Ferrari, 38 | Konstruktörsmästerskapet 1. McLaren-Honda, 169 2. Ferrari, 62 3. Benetton-Ford, 31 |